# 大理河

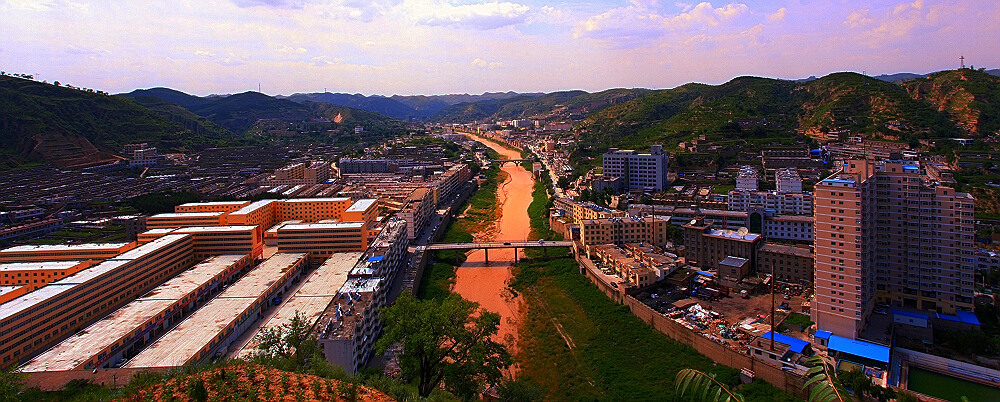
绥德县城河段。

大理河，位于中国陕西省北部的一条河流，为无定河右岸最大的支流，源流也称老庄河，发源于靖边县白于山脉东侧老虎脑山的箭杆梁下天赐湾镇杨渠村东北的屈家圪崂，蜿蜒向东南流至青阳岔镇龙腰镇村转东北流，经榆林市横山区石湾镇、魏家楼镇、子洲县马岔镇、周家硷镇、马蹄沟镇，于县城双湖峪街道西北高渠村转东南流，经子洲县城、苗家坪镇、绥德县石家湾镇等地，于绥德县城名州镇汇入无定河。全长170千米，流域面积3906平方千米，河道平均比降2.56‰。年均径流量1.84亿立方米，年均输沙量6530万吨。流域上游富石油天然气资源，是中国西气东输的枢纽地带。